# Anoploderomorpha izumii
Anoploderomorpha izumii là một loài bọ cánh cứng trong họ Cerambycidae.